# 余干站
余干站位于中华人民共和国江西省上饶市余干县鹭鸶港乡，是杭昌客运专线上的一座车站，2023年12月27日随昌景黄铁路开通而投入使用，车站规模为2台4线。